# Echidnopsis cereiformis
Echidnopsis cereiformis är en oleanderväxtart som beskrevs av Joseph Dalton Hooker. Echidnopsis cereiformis ingår i släktet Echidnopsis och familjen oleanderväxter. Inga underarter finns listade i Catalogue of Life.